# Bad Waltersdorf
Bad Waltersdorf es una localidad del distrito de Hartberg-Fürstenfeld, en el estado de Estiria, Austria, con una población estimada a principio del año 2018 de 3790 habitantes. 
Se encuentra ubicada al este del estado, al este de la ciudad de Graz —la capital del estado— y cerca de la frontera con los estados de Burgenland y Baja Austria.